# Districtul Devoll

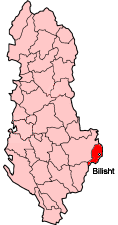
Districtul Devoll în Albania

Devoll este un district în Albania.
1. 1 2 3  GeoNames